# إيفان بيتروفيتش (لاعب كرة قدم مواليد 1986)
إيفان بيتروفيتش هو لاعب كرة قدم صربي في مركز الوسط، ولد في 17 يوليو 1986 في أوزيتشى في صربيا. لعب مع بودوتشنوست بودغوريتسا ونادي بوليتكنيكا ياش.

## وصلات خارجية
- إيفان بيتروفيتش (لاعب كرة قدم مواليد 1986) على موقع قاعدة بيانات كرة القدم.إي يو (الإنجليزية)
- إيفان بيتروفيتش (لاعب كرة قدم مواليد 1986) على موقع Soccerway.com (الإنجليزية)